# Turystyka w Gwinei Równikowej

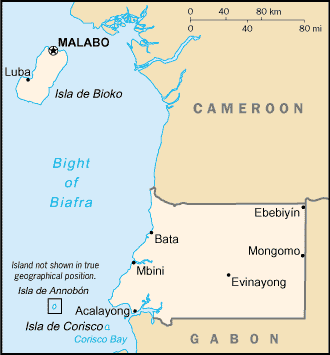
Terytorium Gwinei Równikowej (zaznaczona na biało)

Katedra Świętej Izabelli w Malabo

Turystyka Gwinei Równikowej – część gospodarki Gwinei Równikowej. Obecnie jest ona dość słabo rozwinięta.

## Ogólnie informacje
Atrakcje obejmują hiszpańską kolonialną architekturę stolicy państwa, Malabo, plaże i tropikalne lasy deszczowe. Na wyspę Bioko kursują promy. Wymagane jest zaświadczenie o szczepieniu przeciwko żółtej febrze, a także ważny paszport oraz wiza.

## Zabytki
Wśród atrakcji i zabytków Gwinei Równikowej można wyróżnić:
- Katedrę św. Izabelli w Malabo[2]
- Park Narodowy w Malabo[3]
- Katedrę w Bacie[4]
- Centrum Kultury Hiszpańskiej w Malabo[5]